# III. Hornspitze
Die III. Hornspitze (auch Dritter Hornspitz, Höchste Hornspitze sowie Berliner Spitze) ist ein 3254 m ü. A. hoher Berg am Hauptkamm der Zillertaler Alpen. Er liegt als höchste der Hornspitzen dem Hauptkamm knapp nördlich vorgelagert, und somit auch knapp nördlich der Staatsgrenze zwischen Österreich (Tirol) und Italien (Südtirol). Die III. Hornspitze bildet den höchsten Punkt des von Nordwesten nach Südosten aus dem Zillertaler Zemmgrund verlaufenden, etwa 2,5 Kilometer langen Hornrückens als Nebengrat des Zillertaler Hauptkammes.
Zuerst bestiegen wurde die III. Hornspitze im Jahre 1874 von dem Bergführer Stefan Kirchler und dem Arzt Josef Daimer und dessen Bruder Karl, beide aus Sand in Taufers. Der Name „Berliner Spitze“ war seit den 1880er Jahren bei den im Umfeld der Berliner Hütte tätigen Bergführern gebräuchlich. Unumstritten war der Name nicht, da man wohl preußische Dominanz befürchtete.

## Lage und Umgebung

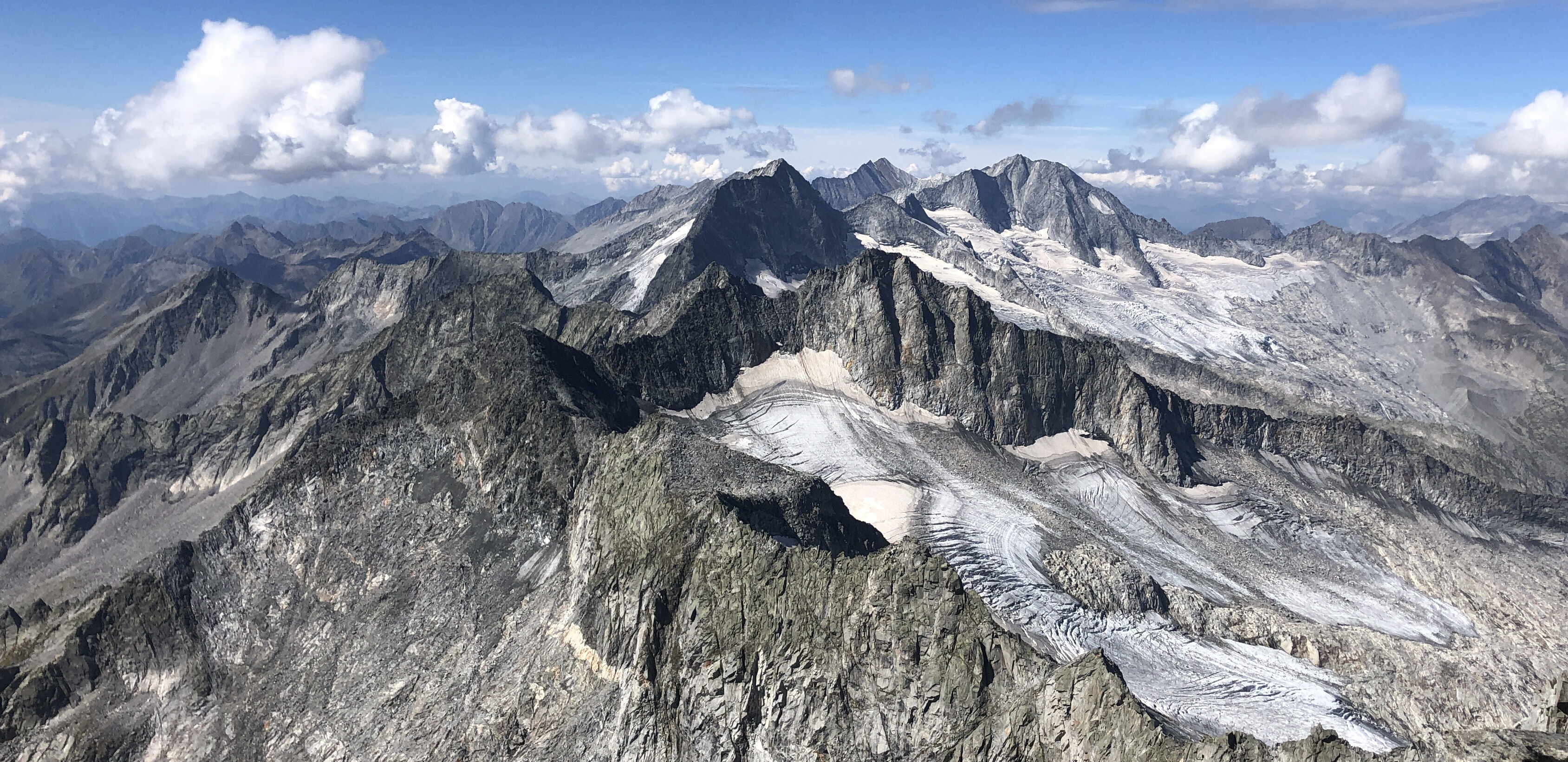
Mittig markant der Turnerkamp, rechts davor III. Hornspitze (Berliner Spitze), links davor IV. Hornspitze, direkt davor II. Hornspitze, links davon I. Hornspitze, dahinter V. Hornspitze, hinten mittig Hochfeiler, rechts davor Kleiner und Großer Möseler, rechts davon Furtschaglspitze und Schönbichler Horn vorn mittig Schwarzensteinkees, dahinter Hornkees, hinten mittig Waxeggkees, links das Trattenkees

Der Hornrücken liegt gut acht Kilometer Luftlinie nordwestlich des Ahrntals und 11 Kilometer südsüdöstlich von Ginzling, einem Ortsteil der Gemeinden Mayrhofen bzw. Finkenberg. Er teilt die beiden Tröge der Gletscher Hornkees im Südwesten und Schwarzensteinkees im Nordosten. Südlich des Hauptkamms befindet sich außerdem das kleine Firnfeld Mitterbachkees. Alle Gletscher der Gegend sind wegen der globalen Erwärmung stark im Schwinden begriffen. Benachbarte Gipfel der Berliner Spitze sind die anderen Hornspitzen, insbesondere die II. Hornspitze, die direkt am Hauptkamm liegt. Entlang dieses Kammes liegen weiter in nordöstlicher Richtung der Schwarzenstein mit 3369 m Höhe und im Südwesten der 3420 m hohe Turnerkamp. Am Hornrücken liegt kein bedeutender Gipfel, der auf 2647 m kulminierende Vorsporn wird Am Horn genannt.

## Stützpunkte und Routen

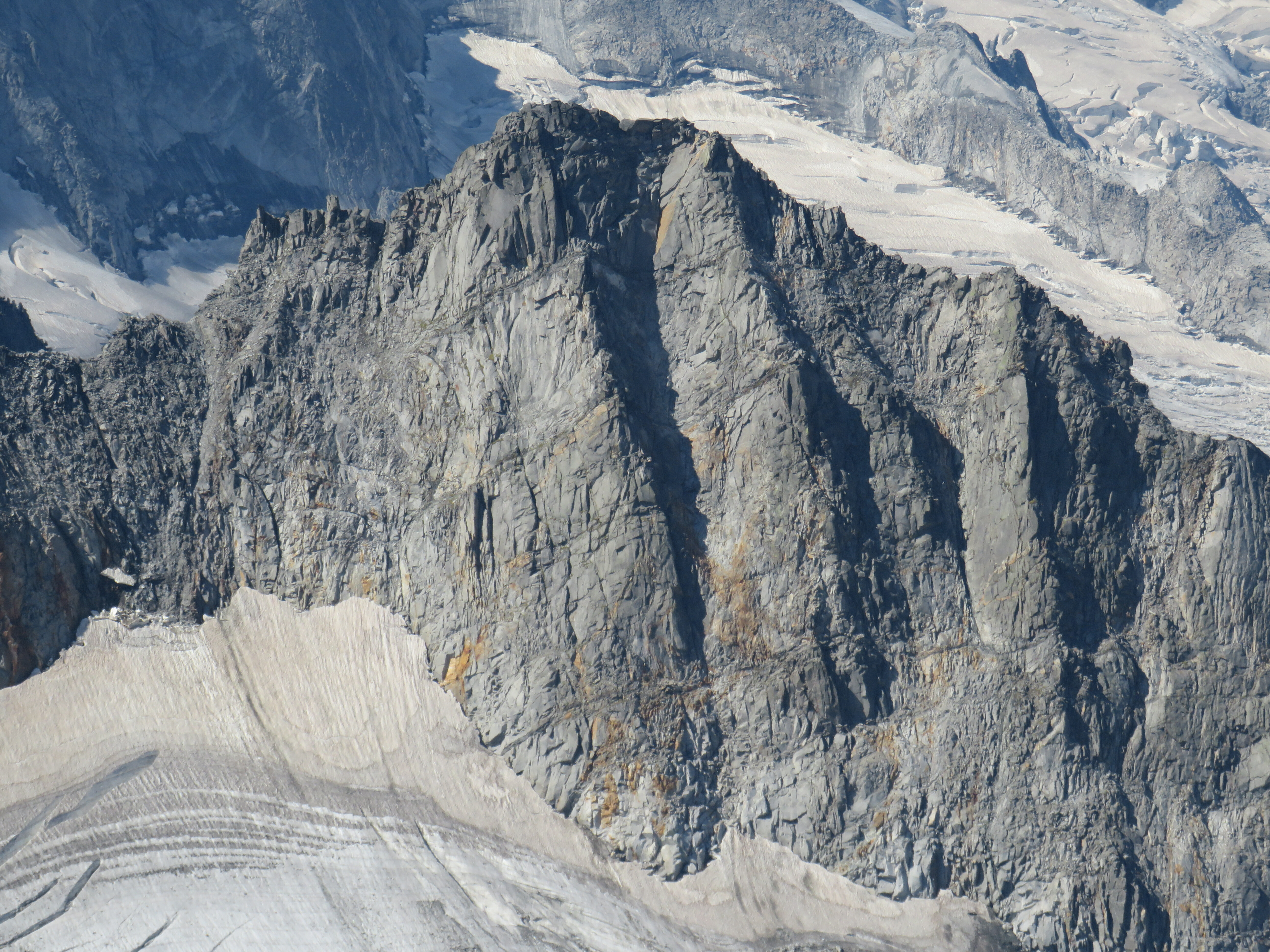
Berliner Spitze (III. Hornspitze) mit Gipfelkreuz von Osten, davor Schwarzensteinkees, dahinter Hornkees, hinten rechts Waxeggkees

Als Ausgangspunkt für eine Begehung der III. Hornspitze von Nordwesten aus dient die auf 2042 m Höhe gelegene Berliner Hütte. Von der Hütte aus führt der Weg zunächst in südöstlicher Richtung Am Horn entlang. Dann über den Gletscher Hornkees (Ausrüstung für Hochtouren erforderlich) zum Mitterbachjoch auf 3130 Metern Höhe. Dann nach links nordöstlich über Firn zum felsigen Gipfel in, laut Literatur, mäßig schwieriger Kletterei im UIAA-Grad II über große Blöcke zum Gipfel. Die Gehzeit beträgt laut Literatur etwa vier Stunden. Von Süden aus kann die Berliner Spitze von Weißenbach aus über den Stabeler-Weg im Rahmen einer Überschreitung zur Berliner Hütte als Hochtour in – laut Literatur – rund neun Stunden ebenfalls vom Mitterbachjoch aus bestiegen werden.